# 南信州地域

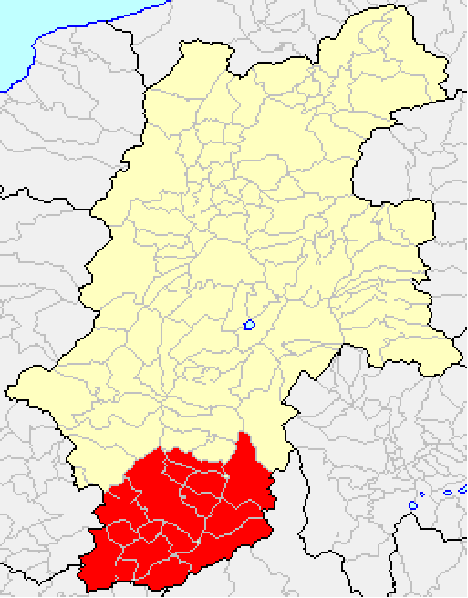
赤い部分が南信州地域。

南信州地域（みなみしんしゅうちいき）は長野県南信地方の飯田市を中心とした地域のことを指す名称。2017年4月に長野県庁の支庁改組に合わせて、飯伊地域（はんいちいき）から改称された。下伊那地域、飯田地域、飯田地方、飯伊地域と呼ばれることもある。

## 概要
発足当時の下伊那郡の範囲と南信州広域連合の範囲に一致し、長野県を10地域に分けるときに用いられる。人口は 155,346人 （2020年現在）。
文化的・経済的には愛知県名古屋市方面など東海地方との繋がりが深く、道州制で東海地方に組み込まれる案が出された。
長野県の方言は一般的に東日本方言に分類されるが、飯田弁など飯田下伊那地域の方言は西日本方言、特に愛知県東部（東三河）の方言や静岡県西部（遠州）の方言との共通点が多く見られる（三遠南信）。上伊那地域南部の方言は下伊那地域の方言と近い。
地場産業には水引など、現代の産業には電機機器や精密機器などがあり、農業では梨、柿、茶、和牛などの特産物がある。
地元紙である『南信州新聞』によれば、南信州地域はプロ野球に関しては中日ドラゴンズ戦への関心が高い地域であり、2024年から遡って約50年前から同地域の中日ファンで構成される「中日ドラゴンズ飯田後援会」が活動している。同会は発足から約四半世紀が経過した2004年時点で飯田下伊那地方だけでなく、長野県全体に約600人の会員（年齢は20歳代から80歳代まで、また職種は学生から国会議員までおよぶ）がいた。また1990年7月には「ドラゴンズ愛好会」（本部：名古屋市）の飯田支部も発足している。一方、飯田市内では1998年および2004年時点で「横浜ベイスターズ飯田後援会」も活動していた。

## 該当市町村
以下は長野県の定義である。
- 飯田市
- 下伊那郡：阿南町、高森町、松川町、阿智村、売木村、大鹿村、下條村、喬木村、天龍村、豊丘村、根羽村、平谷村、泰阜村

## ナンバープレート
南信州地域にはご当地ナンバーである「南信州ナンバー」が交付される。2025年5月7日から交付が開始された。

## 南信州地域振興局
〒395-0034 飯田市追手町2丁目678番地